# Persone di nome Katherine
| Questa pagina contiene informazioni ricavate automaticamente dalle voci biografiche con l'ausilio del template Bio e di un bot. L'aggiornamento è periodico e automatico e ricostruisce completamente la pagina. Se manca una persona in questa lista, sei pregato di non aggiungerla, ma accertati piuttosto che la sua voce biografica contenga il template Bio e che i dati anagrafici siano correttamente compilati. Se il template Bio manca, inseriscilo tu stesso o, in alternativa, metti l'avviso {{tmp\|Bio}} che ne segnala la mancanza. Se i dati riportati sono sbagliati, correggi direttamente la voce biografica; le modifiche saranno visibili in questa lista entro pochi giorni. Per chiarimenti vedi il progetto antroponimi. La lista contiene solo le 134 persone che sono citate nell'enciclopedia e per le quali è stato implementato correttamente il template Bio. Pagina aggiornata al 6 ago 2025. |

Questa è una lista di persone presenti nell'enciclopedia che hanno il nome Katherine, suddivise per attività principale.

## Archeologhe(1)
- Katherine Routledge, archeologa e antropologa britannica (Darlington, n. 1866 - Ticehurst, † 1935)

## Astronaute(1)
- Megan McArthur, astronauta e oceanografa statunitense (Honolulu, n. 1971)

## Astronome(1)
- Katherine Freese, astronoma e fisica statunitense (Friburgo, n. 1957)

## Attiviste(1)
- Kate Sheppard, attivista britannica (Liverpool, n. 1848 - Christchurch, † 1934)

## Attrici(39)
- Katherine Bailess, attrice statunitense (Vicksburg, n. 1980)
- Kathy Baker, attrice e doppiatrice statunitense (Midland, n. 1950)
- Katherine Barrell, attrice canadese (Toronto, n. 1990)
- Kathy Burke, attrice e regista teatrale britannica (Camden Town, n. 1964)
- Kate Burton, attrice britannica (Ginevra, n. 1957)
- Katie Cassidy, attrice, cantante e ex modella statunitense (Los Angeles, n. 1986)
- Katie Rose Clarke, attrice e cantante statunitense (Friendswood, n. 1984)
- Katherine Corri Harris, attrice statunitense (n. 1890 - New York, † 1927)
- Katharine Cullen, attrice australiana (n. 1975)
- Katherine DeMille, attrice canadese (Vancouver, n. 1911 - Tucson, † 1995)
- Kate Flannery, attrice statunitense (Filadelfia, n. 1964)
- Katherine Griffith, attrice statunitense (San Francisco, n. 1876 - Los Angeles, † 1921)
- Katherine Heigl, attrice, produttrice cinematografica e produttrice televisiva statunitense (Washington, n. 1978)
- Katherine Helmond, attrice e comica statunitense (Galveston, n. 1929 - Los Angeles, † 2019)
- Elaine Hendrix, attrice, modella e ballerina statunitense (Oak Ridge, n. 1970)
- Kate Hewlett, attrice, scrittrice e cantautrice canadese (Toronto, n. 1976)
- Katie Holmes, attrice, regista e sceneggiatrice statunitense (Toledo, n. 1978)
- Katherine Justice, attrice statunitense (n. 1942)
- Katherine Kelly, attrice britannica (Barnsley, n. 1979)
- Katherine Kingsley, attrice e cantante britannica (Cambridge, n. 1981)
- Katherine LaNasa, attrice statunitense (New Orleans, n. 1966)
- Katherine Kelly Lang, attrice statunitense (Los Angeles, n. 1961)
- Katherine Langford, attrice australiana (Perth, n. 1996)
- Katherine MacDonald, attrice e produttore cinematografico statunitense (Pittsburgh, n. 1881 - Santa Barbara, † 1956)
- Katherine MacGregor, attrice statunitense (Glendale, n. 1925 - Woodland Hills, † 2018)
- Katie McGrath, attrice e modella irlandese (Ashford, n. 1983)
- Sheila Ryan, attrice statunitense (Topeka, n. 1921 - Los Angeles, † 1975)
- Katherine McNamara, attrice statunitense (Kansas City, n. 1995)
- Katherine Moennig, attrice statunitense (Filadelfia, n. 1977)
- Kate Mulgrew, attrice e doppiatrice statunitense (Dubuque, n. 1955)
- Katherine Parkinson, attrice e comica britannica (Hounslow, n. 1978)
- Katherine Perry, attrice statunitense (New York, n. 1897 - Woodland Hills, † 1983)
- Patricia Routledge, attrice e cantante britannica (Birkenhead, n. 1929)
- Katie Stevens, attrice e cantante statunitense (Southbury, n. 1992)
- KaDee Strickland, attrice statunitense (Blackshear, n. 1975)
- Katie Stuart, attrice canadese (Vancouver, n. 1985)
- Katherine Waterston, attrice statunitense (Westminster, n. 1980)
- Kitty Winn, attrice statunitense (Washington, n. 1943)
- Katherine Woodville, attrice inglese (Ewell, n. 1938 - Portland, † 2013)

## Avvocate(1)
- Kate Stoneman, avvocata, docente e attivista statunitense (Busti, n. 1841 - † 1925)

## Biologhe(2)
- Katherine Oppenheimer, biologa e botanica tedesca (Recklinghausen, n. 1910 - Panama, † 1972)
- Katherine Willis, biologa, ecologa e politica britannica (Londra, n. 1964)

## Botaniche(1)
- Katherine Esau, botanica tedesca (Dnipro, n. 1898 - Santa Barbara, † 1997)

## Canottiere(2)
- Katherine Copeland, canottiera britannica (Ashington, n. 1990)
- Katherine Grainger, canottiera britannica (Glasgow, n. 1975)

## Cantanti(3)
- Kate DeAraugo, cantante australiana (Melbourne, n. 1985)
- Nikki McKibbin, cantante, compositrice e personaggio televisivo statunitense (Grand Prairie, n. 1978 - Arlington, † 2020)
- Taffy, cantante, showgirl e ex modella britannica (Deptford, n. 1963)

## Cantautrici(1)
- Kat DeLuna, cantautrice statunitense (New York, n. 1987)

## Cestiste(3)
- Katherine Plouffe, cestista canadese (Edmonton, n. 1992)
- Katie Smith, ex cestista e allenatrice di pallacanestro statunitense (Lancaster, n. 1974)
- Katherine Washington, cestista statunitense (Murfreesboro, n. 1933 - Murfreesboro, † 2019)

## Chimiche(1)
- Katharine Blunt, chimica e nutrizionista statunitense (Filadelfia, n. 1876 - † 1954)

## Chitarriste(1)
- The Great Kat, chitarrista e violinista statunitense (Swindon, n. 1966)

## Ciclocrossiste(1)
- Katie Compton, ciclocrossista, mountain biker e paraciclista statunitense (Chattanooga, n. 1978)

## Compositrici(1)
- Katherine K. Davis, compositrice, paroliera e insegnante statunitense (Saint Joseph, n. 1892 - Littleton, † 1980)

## Critiche letterarie(1)
- Katherine Duncan-Jones, critica letteraria britannica (n. 1941 - † 2022)

## Danzatrici(1)
- Katherine Dunham, ballerina, coreografa e antropologa statunitense (Glen Ellyn, n. 1909 - New York, † 2006)

## Dirigenti d'azienda(1)
- Katherine Maher, dirigente d'azienda statunitense (Wilton, n. 1983)

## Fondiste(2)
- Katherine Sauerbrey, fondista tedesca (Suhl, n. 1997)
- Katherine Stewart-Jones, fondista canadese (Ottawa, n. 1995)

## Giavellottiste(1)
- Goldie Sayers, ex giavellottista britannica (Newmarket, n. 1982)

## Ginnaste(1)
- Kathy Johnson, ex ginnasta statunitense (Oak Ridge, n. 1959)

## Giornaliste(3)
- Katherine Boo, giornalista statunitense (Washington, n. 1964)
- Katie Couric, giornalista e conduttrice televisiva statunitense (Arlington, n. 1957)
- Katherine Anne Porter, giornalista, scrittrice e attivista statunitense (Indian Creek, n. 1890 - Silver Spring, † 1980)

## Informatiche(1)
- Katie Bouman, informatica statunitense (West Lafayette, n. 1989)

## Mezzosoprani(1)
- Katherine Jenkins, mezzosoprano britannica (Neath, n. 1980)

## Militari(1)
- Katherine Harley, militare e attivista britannica (Ripple Vale, Deal, n. 1855 - Monastir, † 1917)

## Modelle(8)
- Katie Blair, modella statunitense (Billings, n. 1987)
- Katherine David, modella boliviana (San Ignacio de Velasco, n. 1988)
- Katherine Espín, modella ecuadoriana (Cantone di La Troncal, n. 1992)
- Monique Gabrielle, modella e attrice statunitense (Kansas City, n. 1962)
- Kate Moss, supermodella e stilista britannica (Croydon, n. 1974)
- Katherine Ruth, modella statunitense (California)
- Katherine Shindle, modella e attrice statunitense (Toledo, n. 1977)
- Kate Upton, modella e attrice statunitense (St. Joseph, n. 1992)

## Multipliste(1)
- Kate O'Connor, multiplista irlandese (Newry, n. 2000)

## Nobildonne(1)
- Katherine Plunket, nobildonna, illustratrice e supercentenaria irlandese (Kilsaran, n. 1820 - Dundalk, † 1932)

## Nobili(5)
- Katherine Manners, nobile inglese (Castello di Belvoir, n. 1603 - Waterford, † 1649)
- Katherine Mortimer, nobile inglese (Ludlow, n. 1314 - † 1369)
- Katherine Neville, nobile britannica (Inghilterra, n. 1442 - Inghilterra)
- Katherine Percy, nobile inglese (Alnwick, n. 1423 - Beverley, † 1475)
- Katherine Swynford, nobile (n. 1350 - Lincoln, † 1403)

## Nuotatrici(1)
- Katherine Rawls, nuotatrice e tuffatrice statunitense (Nashville, n. 1918 - White Sulphur Springs, † 1982)

## Pallavoliste(4)
- Katherine Bell, pallavolista statunitense (San Diego, n. 1993)
- Katherine Harms, ex pallavolista statunitense (Minneapolis, n. 1990)
- Katherine Lange, pallavolista statunitense (Hibbing, n. 1992)
- Katherine Santiago, pallavolista portoricana (San Juan, n. 1993)

## Pattinatrici di short track(1)
- Katherine Reutter, pattinatrice di short track statunitense (Champaign, n. 1988)

## Pentatlete(1)
- Katherine Livingston, pentatleta britannica (Guisborough, n. 1984)

## Pilote automobilistiche(1)
- Katherine Legge, pilota automobilistica britannica (Guildford, n. 1980)

## Pittrici(1)
- Katherine Dreier, pittrice e mecenate statunitense (Brooklyn, n. 1877 - New York, † 1952)

## Poetesse(1)
- Katherine Philips, poetessa, letterata e traduttrice gallese (Londra, n. 1632 - Londra, † 1664)

## Politiche(7)
- Kate Brown, politica statunitense (Torrejón de Ardoz, n. 1960)
- Kathy Castor, politica e avvocato statunitense (Miami, n. 1966)
- Katherine Clark, politica statunitense (New Haven, n. 1963)
- Katherine Harris, politica statunitense (Key West, n. 1957)
- Katie Hill, politica statunitense (Abilene, n. 1987)
- Katie Porter, politica statunitense (Fort Dodge, n. 1974)
- Katherine Tai, politica e avvocato statunitense (New York, n. 1974)

## Psicologhe(1)
- Katharine Elizabeth McBride, psicologa statunitense (Filadelfia, n. 1904 - Bryn Mawr, † 1976)

## Religiose(1)
- Katherine di Sutton, religiosa e drammaturga inglese

## Sciatrici alpine(3)
- Katherine Davenport, ex sciatrice alpina statunitense (n. 1973)
- Kate Pace, ex sciatrice alpina canadese (North Bay, n. 1969)
- Katie Ryan, ex sciatrice alpina statunitense (Dallas, n. 1993)

## Scrittrici(11)
- K. A. Applegate, scrittrice statunitense (Ann Arbor, n. 1956)
- Katherine Dunn, scrittrice statunitense (Garden City, n. 1945 - Portland, † 2016)
- Katherine V. Forrest, scrittrice canadese (Windsor, n. 1939)
- Katherine Schwarzenegger, scrittrice statunitense (Los Angeles, n. 1989)
- Katherine Mansfield, scrittrice neozelandese (Wellington, n. 1888 - Fontainebleau, † 1923)
- Katherine Marsh, scrittrice statunitense (Kingston, n. 1974)
- Katherine Pancol, scrittrice francese (Casablanca, n. 1954)
- Katherine Paterson, scrittrice statunitense (Jiangsu, n. 1932)
- Kate Ross, scrittrice statunitense (n. 1956 - Boston, † 1998)
- Katherine Rundell, scrittrice britannica (Kent, n. 1987)
- Katherine Kressmann Taylor, scrittrice statunitense (Portland, n. 1903 - † 1996)

## Sollevatrici(1)
- Katherine Nye, sollevatrice statunitense (Bowlegs, n. 1999)

## Stiliste(1)
- Kate Spade, stilista e imprenditrice statunitense (Kansas City, n. 1962 - New York, † 2018)

## Tenniste(2)
- Katherine Sebov, tennista canadese (Toronto, n. 1999)
- Kay Tuckey, tennista britannica (Godalming - † 2016)

## Triatlete(1)
- Kate Allen, ex triatleta australiana (Geelong, n. 1970)

## Tuffatrici(1)
- Katherine Torrance, tuffatrice britannica (Croydon, n. 1998)

## Wrestler(2)
- Kathy Dingman, ex wrestler statunitense (New York, n. 1965)
- Katie Forbes, wrestler statunitense (Tampa, n. 1990)

## Senza attività specificata(5)
- Kate Allenby, ex pentatleta britannica (Londra, n. 1974)
- Katherine Jackson, statunitense (Clayton, n. 1930)
- Kate French, ex pentatleta britannica (Meopham, n. 1991)
- Katherine Healy, ex ballerina e attrice statunitense (New York, n. 1969)
- Katherine Stewart MacPhail, chirurga scozzese (Glasgow, n. 1887 - Saint Andrews, † 1974)